# Відросток нейрона
Відр́осток нейр́она — субклітинна структура, характерна для нервових клітин, тонкі частини клітини, що відходять від тіла нейрона. Загалом поділяються на дві групи: аксони та дендрити. Кожний відросток складається з осьового цитоскелету, утвореного переважно мікротрубочками та нейрофіламентами, тонкого шару цитоплазми та клітинної мембрани (нейролеми). Відростки відходять від тіла нейрона та забезпечують контакти нервової клітини з іншими клітинами. Відростки формуються під час диференціації клітин-попередників у нейрони. Кінцевий фрагмент відростка, конус наростання, рухається між клітинами за допомогою молекул клітинної адгезії. Упродовж життя тварини відростки можуть галузитися чи втрачати гілки. При пошкодженні відростки нейронів здатні до регенерації.

## Формування відростків
Відростки нейронів починають формуватися в ембріогенезі при диференціації нейроепітеліальних клітин. Спочатку формуються аксони, і лише після починають рости дендрити.

## Аксон
Аксоном називають відносно довгий відросток нейрона, по якому електричні сигнали поширюються відцентрово — від соми до периферії. Виділяють такі основні ділянки або субкомпартменти аксона: аксонний горбик, перехвати Ранв'є (для мієлінізованих аксонів), пресинаптичні терміналі.

## Дендрити
Дендрити — це розгалужені відростки нейрони, по яких електричні сигнали рухаються від периферії до соми нейрона.